# Медолюб граційний
Медолюб граційний (Microptilotis gracilis) — вид горобцеподібних птахів родини медолюбових (Meliphagidae). Мешкає на Новій Гвінеї, на островах Ару та на північному сході Австралії. Біловухий медолюб раніше вважався підвидом граційного медолюба.

## Опис
Довжина птаха становить 15-17 см. Самці важать 14-17 г, самиці 12,5-16,5 г. Забарвлення у самців і самиць подібне. Верхня частина тіла темно-оливкова, скроні і горло світліші, сірувато-оливкові, підборіддя іноді жовтувате. На скронях жовті плями, від дзьоба ідуть жовті "вуса". Кінчик хвоста яскравий, жовтувато-оливковий, нижня частина тіла бліда, оливково-сіра, по центру живота проходить жовта смуга. Дзьоб чорний, лапи сірі або сірувато-коричневі. У молодих птахів верхня частина тіла коричнювата, "вуса" менш виражені.

## Поширення і екологія
Граційні медолюби мешкають на Новій Гвінеї, на островах Ару і Торресової протоки та на півночі півострова Кейп-Йорк. Вони живуть в рівнинних тропічних лісах і рідколіссях, в мангрових лісах, парках і садах на висоті до 800 м над рівнем моря. Уникають сухих відкритих лісів.